# Ramón Barreto
Ramón Ivanoes Barreto Ruiz (Melo, Cerro Largo, 14 de septiembre de 1939-Melo, Cerro Largo, 4 de abril de 2015) fue un árbitro uruguayo de fútbol profesional. Es el único árbitro asistente de la historia de la Copa del Mundo que ha pitado en dos finales de manera consecutiva: en 1974 en Múnich y en 1978 en Buenos Aires. Como árbitro central dirigió la final de los Juegos Olímpicos de Montreal, en 1976, en el que Alemania Democrática venció a Polonia por 3 a 1.
Se dio a conocer al ser designado para pitar el duelo entre la Alemania Federal y la Alemania Democrática, única vez que se enfrentaron en la historia de los mundiales, celebrado en Hamburgo durante el Mundial de 1974. Fue el segundo asistente en la final del torneo, disputada entre Alemania Federal y los Países Bajos, saldada con victoria para los alemanes. En 1977, expulsó a Trevor Cherry en un partido disputado entre Argentina e Inglaterra en La Bombonera. Trevor Cherry es, hasta la fecha, el único jugador inglés que ha sido expulsado en un partido amistoso de su selección.
Barreto fue seleccionado para el Mundial de 1978, celebrado en Argentina. Pitó el encuentro entre Alemania Federal y los Países Bajos, repitiendo así la final del Mundial  de 1974. Volvió a arbitrar en la final, disputada entre Argentina y los Países Bajos, con victoria final para los primeros. En ella, fue árbitro asistente de Sergio Gonella, primer italiano de la historia en pitar una final de la Copa del Mundo.
Después de retirarse del arbitraje, fue presidente del Rampla Juniors Fútbol Club y de la Federación Ciclista Uruguaya, e integrante del Colegio de Árbitros de la Asociación Uruguaya de Fútbol.
Falleció el sábado 4 de abril de 2015 debido a complicaciones derivadas de la infección de una lesión en la rodilla y de su diabetes. Recibió sepultura en el cementerio del Buceo y fue homenajeado con un minuto de silencio en todos los partidos de ese fin de semana.